# Ich hab heut’ Nacht vom Rhein geträumt (Lied)
Ich hab heut’ Nacht vom Rhein geträumt (Die Lorelei) war ein Liedschlager, den der Pianist, Komponist und Musikverleger Austin Egen 1926 für Wolfgang Neffs stummen Rhein- und Weinfilm Die Lorelei geschrieben hat. Die Illustrationsmusik zum Film komponierte Kinokapellmeister Felix Bartsch. Der Film, der auch unter der Anfangszeile des Liedes Ich hab heut Nacht vom Rhein geträumt als alternativem Titel gezeigt wurde, hatte am 27. April 1927 Premiere. Die Worte trug der Textdichter Fritz Rotter bei.
Der Liedtext Ich hab heut Nacht vom Rhein geträumt, der zur „Handlung nur in sehr losem Zusammenhang steht“, wird im Lauf des Films vier oder fünf Mal eingeblendet.
Egens Komposition im Marschtempo erschien 1927 im Berliner Musikverlag von Curt Max Roehr und wurde mehrmals von verschiedenen Bearbeitern (z. B. von W. Lautenschlaeger, O. Seifert, G. Haetzschel und K. H. Mandt) veränderten Verwendungszwecken angepasst.
So fand das Lied 1927–28 auch in der James Klein-Revue Die Sünden der Welt, deren Libretto zum Thema Mode  von Carl Bretschneider stammte, in der Komischen Oper Berlin Verwendung. Die Bearbeitung der Egenschen Komposition hatte hier Willi Lautenschlaeger, besser bekannt unter seinem Künstlernamen José Armándola, besorgt.
Das Filmlied Ich hab’ heut Nacht vom Rhein geträumt wurde dank ausgiebiger Werbetätigkeit des Verlages rasch zum populären Schlager. Es wurde im Rundfunk gespielt
und erschien, von namhaften Interpreten der Zeit vorgetragen, auf zahlreichen Grammophonplatten führender Hersteller.

## Tondokumente (Auswahl)
- Derby O-629 a (mx. 629 A): Ich hab heut nacht vom Rhein geträumt (Die Lorelei) a. d. gleichn. National-Film (A. Egen – F. Rotter) Orchester mit Gesang
- Schweizer Musikhaus Berlin No. 534 (mx. 72): Ich hab heut nacht vom Rhein geträumt. Lied von A. Egen. „Herrengesang“
- Grammophon 21 044 / B. 42 541: Ich hab’ heut’ Nacht vom Rhein geträumt. Lied (Egen – Rotter) Franz Völker, Opernhaus Frankfurt am Main, mit Orchesterbegleitung. Dirigent: Joh. Heidenreich. Mech. copyr. 1927[11]
- Homocord Elektro 4-2425 (M 19 463): Ich hab’ heut’ Nacht vom Rhein geträumt, Marsch-Lied (M: Austin Egen/T: Fritz Rotter) Engelbert Milde, mit Orchesterbegleitung[12]
- Beka B. 6103 (mx. 33 704): Ich hab’ heut’ Nacht vom Rhein geträumt, Lied aus der Revue „Die Sünden der Welt“ (M: Austin Egen/T: Fritz Rotter) Harry Steier, mit Quartett- und Orchesterbegleitung, Dirigent Otto Dobrindt
- Artiphon 2639 (C19527): Ich hab heut Nacht vom Rhein geträumt. Lied aus der Revue „Die Sünden der Welt“ (A.Egen, Text F.Rotter) Max Kuttner, mit Orchesterbegleitung. Mai 1927
- Odeon O-2082 a (mx. Be 5578): Ich hab heut’ Nacht vom Rhein geträumt (Die Lorelei) (A. Egen, Text F. Rotter) Franz Baumann, Begleitung: Klavier und Violine. Februar 1927.
- Electrola E.G. 489 (mx. 8-42 031): Ich hab heut nacht vom Rhein geträumt. Lied aus dem großen Film „Die Loreley“ (A. Egen, Text F. Rotter) Franz Baumann, mit Orchesterbegleitung.
- Tri-Ergon T.E. 1060-B (mx. 0341): Die Loreley (Ich hab’ heut’ Nacht vom Rhein geträumt), Lied (M: Austin Egen/T: Fritz Rotter). Franz Baumann, mit Klavierbegleitung.  Februar 1928.

Das Lied wurde auch als „Phonola“-Notenrolle für elektrische Klaviere produziert.

## Abbildungen
- label Grammophon 21 044 / B 42 541
- label Homocord 4-2533 (mx. M 19851) mit Franz Baumann.
- label Schweizer Musikhaus Berlin No. 534 (mx. 72)
- Austin Egen im Taschenalbum „Künstler am Rundfunk“ von 1932, S. 89.